# Zaher Al-Jamudi
Zaher Salim Al-Jamudi (ar. زاهر سالم الجامودي; ur. w 1958) – omański strzelec, olimpijczyk. 
Brał udział w igrzyskach olimpijskich w 1984 (Los Angeles). Wystartował tylko w konkurencji karabinu małokalibrowego leżąc z odl. 50 m, w której zajął 67. miejsce ex aequo z Dennisem Hardmanem z Zimbabwe. 

## Wyniki olimpijskie
| Igrzyska | Konkurencja                       | Wynik                           | Miejsce     | Źródło |
| -------- | --------------------------------- | ------------------------------- | ----------- | ------ |
| IO 1984  | Karabin małokalibrowy leżąc, 50 m | 569 punktów (96-94-92-96-93-98) | 67T (na 71) | [ 1 ]  |